# Korman (gmina Aleksinac)
Korman (cyr. Корман) – wieś w Serbii, w okręgu niszawskim, w gminie Aleksinac. W 2011 roku liczyła 689 mieszkańców.